# Guillenia lasiophylla
Guillenia lasiophylla là một loài thực vật có hoa trong họ Cải. Loài này được (Hook. & Arn.) Greene mô tả khoa học đầu tiên năm 1906.